# Dzyunashogh
Dzyunashogh (in armeno Ձյունաշող?) è un comune di 274 abitanti (2001) della Provincia di Lori in Armenia.